# H-4 SOW
A H-4 SOW é uma bomba de precisão planadora do Paquistão destinada a ser usada pelos caças JF-17 da Força Aérea do Paquistão. Ela tem um sistema de guiamento terminal baseado em um buscador infravermelho, que identifica o alvo no estágio final do voo. Ela pode atingir alvos a até 120 km, a bomba pode ter capacidade de evadir os radares. Por ela ter as mesmas características da Denel Raptor II, cogita-se que a bomba H-4 seja uma cópia dela.